# Aeropuerto de Kokkola-Pietarsaari
El Aeropuerto de Kokkola-Pietarsaari (en sueco: Karleby-Jakobstad flygplats, en finés: Kokkola-Pietarsaaren lentoasema) (IATA: KOK, OACI: EFKK) está situado en Kronoby, Finlandia, a unos 19 km del centro de Kokkola y a 30 km del centro de Jakobstad. Hasta el 1 de marzo de 2010 era conocido como Aeropuerto de Kruunupyy o Aeropuerto de Kronoby.

## Aerolíneas y destinos
| Aerolíneas                     | Destinos                      |
| ------------------------------ | ----------------------------- |
| Aegean Airlines                | Estacional, chárter: La Canea |
| Flybe Nordic                   | Helsinki                      |
| Nextjet                        | Pori, Estocolmo-Arlanda       |
| Scandjet operado por Enter Air | Estacional, chárter: Zadar    |

## Estadísticas
| Año  | Pasajeros nacionales | Pasajeros internacionales | Pasajeros totales | Cambio |
| ---- | -------------------- | ------------------------- | ----------------- | ------ |
| 2005 | 84 548               | 13 967                    | 98 515            | −0.8%  |
| 2006 | 85 798               | 12 378                    | 98 176            | −0.3%  |
| 2007 | 84 615               | 11 402                    | 96 017            | −2.2%  |
| 2008 | 88 008               | 10 315                    | 98 323            | +2.2%  |
| 2009 | 81 634               | 10 563                    | 92 197            | −6.2%  |
| 2010 | 76 979               | 3 202                     | 80 181            | −13.0% |
| 2011 | 87 384               | 7 300                     | 94 684            | +18.1% |
| 2012 | 60 476               | 26 600                    | 87 076            | −8%    |
| 2013 | 51 790               | 17 201                    | 68 991            | −20,8% |